# Золотая медаль имени А. С. Попова
Золотая медаль имени А. С. Попова — медаль, учреждённая Академией наук СССР в 1945 году (к 50-летию изобретения радио) в честь А. С. Попова и присуждаемая ежегодно (c 1995 года раз в 5 лет) 7 мая (с 1995 — Российской Академией наук) в 1 экз. российским и зарубежным учёным за выдающиеся достижения в области развития методов и средств радиоэлектроники, в том числе для передачи информации. Золотая медаль присуждается персонально за выдающиеся научные работы, открытия и изобретения или по совокупности работ большого научного и практического значения.

## Лауреаты
- 1948 — член-корреспондент АН СССР Валентин Петрович Вологдин — за выдающиеся изобретения и работы в области радио
- 1949 — Борис Алексеевич Введенский — за совокупность его работ в области радиофизики и радиотехники
- 1950 — Александр Львович Минц — за совокупность выдающихся работ в области мощного радиостроения и в других областях радиотехники
- 1951 — Аксель Иванович Берг— за совокупность выдающихся работ в области радиотехники
- 1952 — Михаил Александрович Леонтович — за его выдающиеся работы в области радиофизики
- 1956 — Александр Александрович Пистолькорс — за выдающиеся научные работы в области радио
- 1959 — Сергей Михайлович Рытов — за цикл работ в области статистической радиофизики
- 1959 — доктор Льюис Эссен (Великобритания) — за работы по созданию и применению атомного стандарта частоты
- 1962 — Сергей Аркадьевич Векшинский— за совокупность выдающихся работ в области электроники
- 1965 — доктор физико-математических наук Семён Эммануилович Хайкин — за выдающиеся работы в области радиофизики и радиоастрономии
- 1971 — профессор Мартин Райл(Великобритания) — за выдающиеся работы в области радиоастрономии
- 1974 — Владимир Александрович Котельников — за фундаментальные исследования в области теории связи и радиолокации планет
- 1977 — доктор технических наук Александр Михайлович Кугушев — за выдающиеся достижения в развитии радиотехники и подготовке радиотехнических кадров
- 1980 — Юрий Борисович Кобзарев — за основополагающие труды в области теоретической радиотехники, радиофизики и радиолокации
- 1983 — академик АН УССР Семён Яковлевич Брауде — за фундаментальные труды в области радиотехники, радиофизики и радиоастрономии
- 1986 — Николай Дмитриевич Девятков — за серию работ «Выдающиеся научные работы и изобретения в области радиоэлектроники»
- 1989 — Алексей Фёдорович Богомолов— за совокупность работ «Создание уникальных радиотехнических систем в области связи и телевидения, космической техники и радиоастрономии»
- 1992 — Владимир Иванович Сифоров— за совокупность трудов «Научные работы и изобретения в области радиотехники»
- 1995 — Юрий Васильевич Гуляев — по совокупности работ большого научного и практического значения в области радиотехники, электроники и связи, выполненных за последние 35 лет
- 2000 — Жорес Иванович Алфёров — за серию работ в области развития методов и средств радиоэлектроники, в том числе для обработки и передачи информации
- 2005 — Андрей Леонович Микаэлян — за серию работ по радиооптическим системам записи, обработки и передачи информации на принципах голографии и нейронных сетей
- 2010 — Анатолий Иванович Савин — за цикл работ «Физические основы обнаружения слабоконтрастных малоразмерных объектов на фоне различных образований в околоземном космическом пространстве»
- 2020 — Александр Владимирович Старовойтов — за цикл работ «Создание научных основ и развитие методов проектирования и программно-аппаратной реализации перспективных систем передачи информации»